# Liutgard von Zähringen (Tochter Bertholds II.)
Liutgard von Zähringen (Tochter Bertholds II.) (auch Liutgard von Calw genannt; * um 1090; † 25. März vor 1131)) war eine Gräfin aus dem Geschlecht der Zähringer. Sie war die jüngere Tochter von Berthold II. von Zähringen und der Agnes von Rheinfelden sowie die Enkelin des Gegenkönigs Rudolf von Rheinfelden. Durch ihre Heirat mit Gottfried von Calw († 1131) wurde sie auch Gräfin von Calw und  Pfalzgräfin bei Rhein.

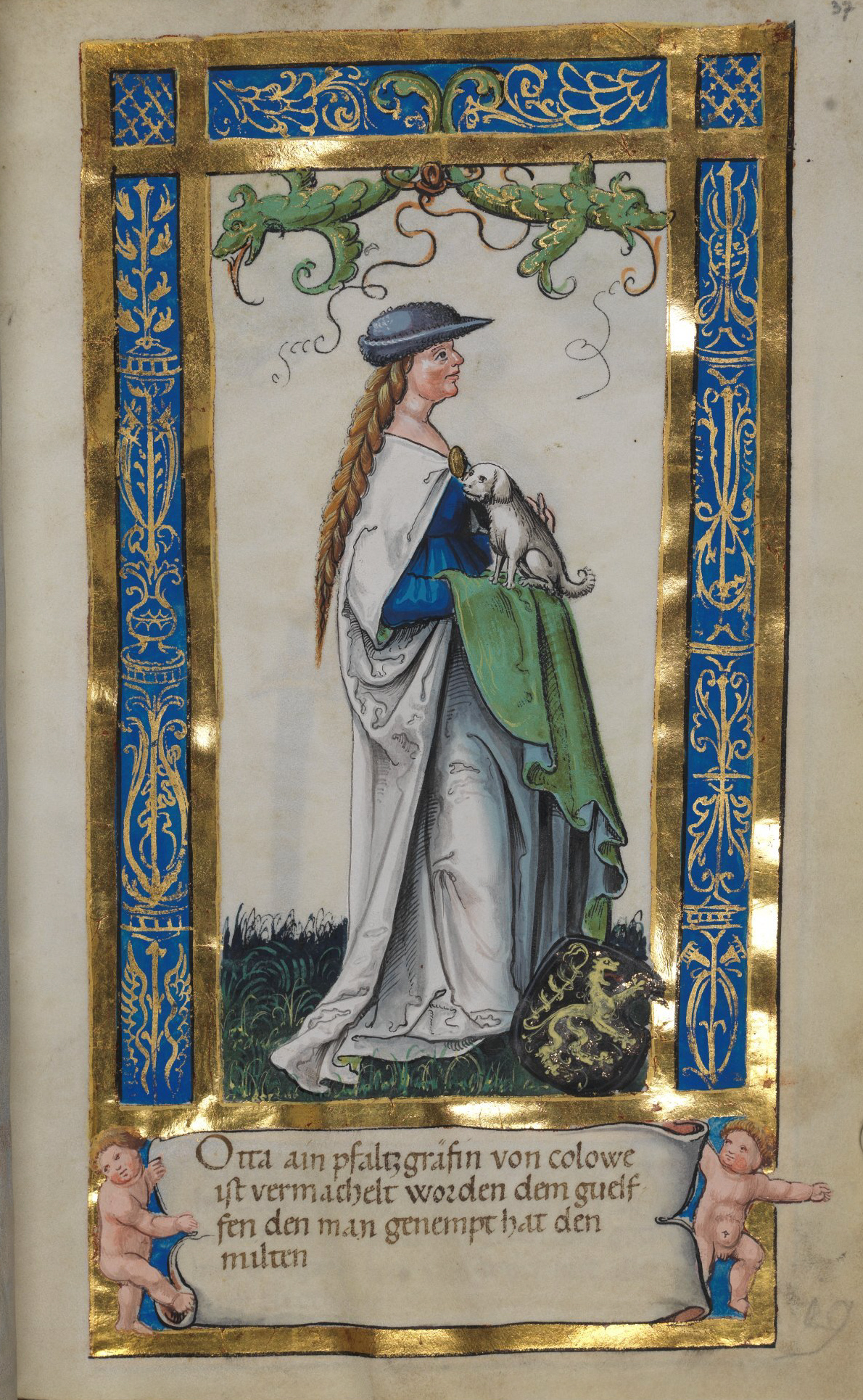
Pfalzgräfin von Calw im Weingartener Stifterbüchlein (um 1510)

## Leben
Liutgart heiratete den jüngsten Sohn und alleinigen Erben des Grafen Adalbert von Calw, Gottfried, dem von Kaiser  Heinrich V. im Jahre 1113 die die Pfalzgrafschaft bei Rhein übertragen wurde. Zu ihrem Heiratsgut gehörte auch die von ihrem Vater errichtete Veste Schauenburg in der Ortenau. Über dieses Erbe kam es später zu einem Zerwürfnis zwischen den Zähringern und den Welfen. Die Tochter Uta von Schauenburg aus der Ehe der Liutgart und des Gottfried hatte sich Anfang der 1130er Jahre mit Welf VI. vermählt. Da ihr Vater Gottfried ohne lebenden Sohn verstorben war, erhob Welf VI. Anspruch auf die Besitztümer seiner Schwiegereltern. Dies führt zur sogenannten Calwer Erbfehde zwischen Welf VI. auf der einen und Adalbert IV. von Calw, dem Neffen Gottfrieds, und Konrad von Zähringen, Sohn des Bertold II., auf der anderen Seite.
Luigart war eine Wohltäterin des Klosters Zwiefalten, dem sie Land und Wald bei Türkheim und Fellbach schenkte.

## Nachkommen
- Gottfried, † vor 1131/32
- Liutgard; ⚭ NN Verli, Ritter „aus der rauhen Alb“,
  - nicht erbberechtigter Sohn Philipp, Propst zu Stift Sindelfingen
- Uta von Schauenburg, † 1196, genannt „Herzogin von Schauenburg“; ⚭ vor Januar 1133 Welf VI., † 15. Dezember 1191